# Opius ranunculicola
Opius ranunculicola är en stekelart som beskrevs av Fischer 1984. Opius ranunculicola ingår i släktet Opius och familjen bracksteklar. Inga underarter finns listade i Catalogue of Life.